# Катастрофа A320 в Абсеме
Катастрофа A320 в Абсеме — авиационная катастрофа, произошедшая в воскресенье 26 июня 1988 года. Авиалайнер Airbus A320-111 авиакомпании Air France в рамках проходившего на аэродроме Мюлуз-Абсем авиасалона должен был выполнить демонстрационный полёт (рейс AF296Q по маршруту Париж—Мюлуз—Абсем—Мюлуз—Париж) на небольшой высоте, тем самым впервые представив широкой публике новую модель A320. Но во время демонстрационного пролёта самолёт оказался на критически низкой высоте и на глазах сотен зрителей на трибунах рухнул в лес в конце взлётной полосы. Из находившихся на его борту 136 человек (130 пассажиров и 6 членов экипажа) погибли 3, ещё 50 получили ранения.
Это первая катастрофа в истории самолёта Airbus A320.

## Сведения о рейсе 296Q

### Самолёт
Airbus А320-111 (регистрационный номер F-GFKC, серийный 009) был выпущен компанией «Airbus» в 1988 году (первый полёт совершил 6 января под тестовым б/н F-WWDD). 22 июня того же года получил сертификат лётной годности и 23 июня был передан авиакомпании Air France. Пассажировместимость его салона составляла 153 места. Оснащён двумя двухконтурными турбовентиляторными двигателями CFM International CFM56-5A1 (сотрудничество американской «General Electric» и французской «Snecma»). Оба двигателя имели соответственно серийные номера № 731122 и № 731120 и на день катастрофы имели наработку 27 часов 20 минут и 33 часа 45 минут соответственно. На день катастрофы 6-месячный авиалайнер совершил 18 циклов «взлёт-посадка» и налетал 22 часа 30 минут.
Так как авиалайнер поступил в Air France лишь относительно недавно, то и замечаний по нему было немного:
- 25 и 26 июня — база данных бортового компьютера (F.M.O.C.) № 2 отличается от базы компьютера № 1;
- 26 июня — зависание показаний высотомера, имеющего систему DMC;
- 25 июня — срабатывание сигнала тревоги относительно положения створки передней стойки шасси. Этот сигнал даже был зафиксирован речевым самописцем перед сигналом об опасной высоте.

До 26 июня эти замечания не были полностью устранены, что по данным расследования сыграло роль в создании катастрофической ситуации.
Согласно документам на день катастрофы расчётный взлётный вес составлял 59 040 килограммов при центровке 25,8 % САХ. Но по результатам расследования комиссии было установлено, что фактический взлётный вес составлял около 59 635 килограммов при центровке 30,7 % САХ. Такое отклонение, которое сыграло свою роль в катастрофе, было вызвано рядом ошибок:
- около 80 килограммов — в аэропорту имени Шарля-де-Голля было указано, что в салоне 3 члена экипажа, тогда как их было 4;
- около 300 килограммов — в аэропорту Базель-Мюлуз-Фрайбург было указано, что на борту 126 пассажиров, тогда как их было 130;
- 215 килограммов — в документах забыли указать расположенный в багажном отсеке груз.

### Экипаж
Самолётом управлял опытный экипаж, состав которого был таким:
- Командир воздушного судна (КВС) — 44-летний Мишель Асслин (фр. Michel Asseline). Родился 5 мая 1944 года. В 1966 году окончил школу гражданской авиации, после чего осенью того же года начал работать в авиакомпании Air France (проработал в ней 21 год). В марте 1967 года был квалифицирован на пилота SE-210 Caravelle. Затем с мая 1968 года по август 1969 года обучался в академии военной авиации, которую окончил в звании лейтенанта, после чего вернулся в Air France в качестве пилота SE-210 и Boeing 707. В мае 1979 года был квалифицирован на командира SE-210, а также на пилота-инструктора SE-210 и Boeing 727. В декабре 1982 года был квалифицирован для полётов на Boeing 737 в составе лётного экипажа из двух человек. С января 1985 года по ноябрь 1987 года был квалифицирован для полётов на Airbus A300 и Airbus A310. При подготовке провёл около 150 часов на тренажёрах Airbus A320, после чего в декабре 1987 года был назначен начальником подразделения по приёмке самолётов A320 и обучению экипажей для полётов на них. В должности командира Airbus A320 — с 11 марта 1988 года. Налетал 10 463 часа, 138 из них на Airbus A320[4].
- Второй пилот — 45-летний Пьер Мазьер (фр. Pierre Mazières). Родился 12 января 1943 года. В 1966 году окончил школу гражданской авиации (в одном классе вместе с КВС). 28 августа 1969 года получил свидетельство гражданского пилота, а в декабре того же года начал работать в авиакомпании Air France (проработал в ней 18 лет) пилотом SE-210. В 1972 году был квалифицирован на пилота Boeing 707. В июле 1980 года был квалифицирован на командира Boeing 727. В декабре 1982 года получил квалификацию пилота-инструктора Boeing 727, а в марте 1983 года — Boeing 737. 25 марта 1988 года окончил обучение, а 29 марта был квалифицирован для полётов на Airbus A320. Налетал 10 853 часа, 44 из них на Airbus A320[4].

В салоне самолёта работали четверо бортпроводников:
- Жан-Клод Баржетон (фр. Jean-Claude Bargeton), 40 лет — старший бортпроводник. Родился 15 мая 1948 года. На бортпроводника был квалифицирован 23 июня 1972 года, для полётов на Airbus A320 был аттестован 14 апреля 1988 года. Налетал 1969 часов, 11 часов 23 минуты из них на Airbus A320. В момент катастрофы занимал позицию у левой передней двери[4].
- Шанталь де Шалонг (фр. Chantal de Chalonge), 37 лет. Родилась 9 марта 1951 года. На бортпроводника была квалифицирована 16 июля 1973 года, для полётов на Airbus A320 была аттестована 14 апреля 1988 года. Налетала 6784 часа, 21 час 50 минут из них на Airbus A320. В момент катастрофы находилась в ряду 12D[4].
- Мюриэль Даже (фр. Muriel Dager), 31 год. Родилась 3 июня 1957 года. На бортпроводника была квалифицирована 16 мая 1979 года, для полётов на Airbus A320 была аттестована 15 апреля 1988 года. Налетала 3022 часа, 22 часа 50 минут из них на Airbus A320. В момент катастрофы находилась у левой двери в конце салона[4].
- Брюно Пишо (фр. Bruno Pichot), 37 лет. Родился 23 февраля 1951 года. На бортпроводника был квалифицирован 20 сентября 1973 года, для полётов на Airbus A320 был аттестован 28 апреля 1988 года. Общий налёт составлял 8223 часа, в том числе 20 часов 20 минут на A320. В момент катастрофы находился у правой двери в конце салона. В 1975 году уже был участником авиапроисшествия — аварии Boeing 747 в Бомбее, но тогда никто из 394 человек на борту самолёта не погиб[1][5].

## Хронология событий

### Предшествующие обстоятельства, катастрофа
26 июня 1988 года Airbus A320-111 борт F-GFKC должен был выполнить серию чартерных рейсов с пассажирами из аэроклуба Мюлуза в качестве рейса AF296Q. Согласно программе, самолёт должен был осуществить перелёт из аэропорта имени Шарля-де-Голля в аэропорт Базель-Мюлуз-Фрайбург, затем совершить два круговых полёта, после которых вернуться в Базель-Мюлуз-Фрайбург, а затем и в аэропорт имени Шарля-де-Голля. Оба круговых полёта первоначально планировалось провести в Вогезах, но по метеоусловиям они были перенесены в Альпы, а затем, по запросу аэроклуба Мюлуза, на аэродром Мюлуз-Абсем в Абсеме, чтобы в рамках проходившего там авиасалона провести демонстрацию нового авиалайнера в полёте.
Рейс AF296Q вылетел из Мюлуза в 14:41 CEST, на его борту находились 6 членов экипажа и 130 пассажиров. Уже через 2 минуты (в 14:43) пилоты начали снижение и спустя 1 минуту на высоте 137 метров они увидели взлётную полосу №34R аэродрома Мюлуз-Абсем. В 14:45:23, совершая демонстрационный полёт на сверхмалой высоте, пилоты критически снизили скорость, что со стороны выглядело как выполнение захода на посадку. Зрители начали фотографировать и снимать на видеокамеры момент пролёта лайнера. Рейс AF296Q на высоте 12 метров пролетел над всей ВПП и в её конце влетел в лес (изначально пилоты с высоты приняли его за покрытое травой поле, но после снижения до 9,1 метров осознали опасность положения). В ту же секунду пилоты попытались поднять самолёт в воздух, но в оба двигателя лайнера попала растительность с деревьев, затем он днищем задел верхушки деревьев и пластом врезался в землю. От удара о землю у лайнера оторвалось правое крыло, вытекшее авиатопливо воспламенилось.

### Эвакуация
Сразу после падения самолёта к месту катастрофы выдвинулись 2 пожарные машины и 1 машина скорой помощи; к месту катастрофы они прибыли через 10 минут.
Внутри самолёта многие пассажиры ударились головами о спинки передних сидений. Некоторым пассажирам было трудно отстегнуть ремни безопасности, потому что они не были знакомы с их замковым механизмом. Старший бортпроводник Баржетон не смог объявить об экстренной эвакуации, поскольку телефон громкой связи в салон не работал. Затем он попытался открыть левую переднюю дверь в носовой части, которая была заблокирована деревьями, но дверь открылась наполовину и в итоге аварийный надувной трап частично застрял внутри салона. Старшему бортпроводнику, пассажиру и стюардессе (из другой авиакомпании) удалось полностью открыть дверь, но в процессе этого Баржетон и пассажир выпали из салона на землю, а сверху на них приземлился трап. Затем стюардесса начала эвакуацию пассажиров, но вскоре они начали скапливаться у подножия трапа, так как внизу он был заблокирован деревьями и ветвями. Эвакуация была временно приостановлена, пока бортпроводник Баржетон и пассажир не расчистили трап. Когда эвакуация продолжилась, стюардесса оставалась у двери, помогая пассажирам, пока не начала страдать от отравления дымом.
Огонь к этому времени проник в салон самолёта по правому борту через повреждённую секцию пола между рядами сидений 10 и 15 (в районе отрыва правого крыла). После этого паникующие пассажиры начали проталкиваться в нос самолёта, при этом едва не погибла стюардесса де Шалонг. Эвакуация пассажиров через оба выхода в хвосте самолёта прошла без происшествий благодаря чётким действиям бортпроводников Даже и Пишо.
В результате катастрофы из 136 человек на борту самолёта погибли 3 пассажира (1 женщина и 2 детей; все они умерли от отравления дымом во время эвакуации). Остальные 133 человека (все 6 членов экипажа и 127 пассажиров) выжили, 50 из них (в том числе оба пилота) получили ранения различной степени тяжести. Лайнер полностью разрушился и сгорел, относительно уцелела только хвостовая часть в районе стабилизаторов.

## Расследование
Расследование причин катастрофы рейса AF296Q проводило Бюро по расследованию и анализу безопасности гражданской авиации (BEA). Её группа следователей прибыла на место катастрофы через 3 часа. Сначала они считали, что все 136 человек выжили, но позже они узнали, что 3 пассажира погибли.

### Бортовые самописцы
Оба бортовых самописца были найдены в уцелевшей хвостовой части самолёта. Речевой самописец (CVR) продолжал работать ещё 1,5 секунды после катастрофы, а параметрический самописец (DFDR) продолжал запись ещё 1 секунду, но после записал ещё 2 секунды бессмысленных данных.
Записи обоих самописцев исследовали ночью 26 июня — речевой в офисе BEA, а параметрический на авиабазе Бретиньи-сюр-Орж:
- 14:43:44 — лайнер начинает снижение с высоты 610 метров с вертикальной скоросью 91 м/мин и закрылками, выпущенными в положение 1.
- 14:44:14 — двигатели переведены на малый газ, через 3 секунды шасси были выпущены, ещё через 10 секунд рейс 296Q закрылки выпущены в положение 2.
- 14:44:45 — самолёт снизился на 150 метров на скорости 327 км/ч, закрылки довыпущены в положение 3.
- 14:45:06 — рейс 296Q снизился ещё на 60 метров на скорости 287 км/ч.
- 14:45:15 — находясь на высоте 27 метров, лайнер начинает отклоняться вправо с максимальным углом крена 30°, чтобы войти в створ ВПП 34R.
- 14:45:23 — рейс 296Q завершает маневр на высоте 14 метров и на скорости 261 км/ч. Во время этого манёвра колебания показаний радиовысотомера соответствовали самолёту, пролетавшему над участком деревьев (в то время как перед и после колебаний записи радиовысотометра и записи барометрического высотомера совпали). Через 3 секунды самолёт снижается до высоты 12 метров на скорости 244 км/ч. КВС поднимает нос лайнера на 4°, чтобы выровнять его над ВПП. Самолёт выравнивается на высоте 9,1 метров.
- 14:45:30 — нос авиалайнера поднимается до 7°.
- 14:45:35 — нос самолёта теперь поднят на 15° на скорости 225 км/ч. Включен режим TOGA.

Через 4 секунды (в 14:45:39) рейс AF296Q сталкивается с деревьями.

### Самолёт, двигатели
Следователи выяснили, что лайнер был пригоден к полёту, его вес и центр тяжести были в допустимых пределах, и что не было найдено никаких доказательств механических или электронных ошибок системы.
Пилоты считали, что двигатели не реагировали на применение максимальной мощности. С двигателями CFM56-5A1 было достаточно 4 секунд, чтобы поднять скорость N1 (обороты вентилятора) с 29 % до 67 %, а через ещё одну секунду скорость N1 поднялась бы с 67 % до 83 %.
Согласно параметрам двигателей на записи параметрического самописца и спектральному анализу звука двигателей на записи речевого самописца, было определено, что через 5 секунд после того как был включён режим TOGA, скорость N1 двигателя № 1 была 83 %, когда скорость N1 двигателя № 2 была 84 %. Спектральный анализ звука двигателей показал, что за 0,6 секунд до этого оба двигателя достигли скорости N1 91 % (на этом этапе они начали засасывать растительность с деревьев). Это соответствовало полученным данным.

### Окончательный отчёт расследования
Окончательный отчёт расследования был опубликован 24 апреля 1990 года.
Согласно отчёту, причинами катастрофы рейса AF296Q стали:
- Очень низкая высота полёта, ниже окружающих объектов;
- Очень низкая скорость для достижения максимально возможного угла поворота;
- Скорость двигателей на малом газу;
- Запоздалое применение мощности двигателей для ухода на второй круг.

Кроме этого, BEA пришло к выводу, что если снижение ниже 30 метров было не преднамеренным, это могло произойти из-за того, что пилоты не смогли должным образом учесть доступную им визуальную и звуковую информацию о высоте самолёта над уровнем земли.
В отчёте также были указаны рекомендации:
- Пассажиры не должны присутствовать на самолётах, совершающих демонстрационные полёты.
- Члены экипажа должны предоставить надлежащую разведку аэродрома.
- Процедуры авиакомпании Air France должны быть пересмотрены, чтобы убедиться, что они соответствуют нормам, касающихся высоты над уровнем моря.

## Суд
В 1996 году оба пилота рейса AF296Q (КВС Асслин и второй пилот Мазьер), 2 официальных представителя авиакомпании Air France и президент аэроклуба Мюлуза были обвинены в непреднамеренном убийстве. В 1997 году все пятеро были признаны виновными. Асслин первоначально был приговорен к 6 месяцам лишения свободы с испытательным сроком в 12 месяцев. Мазьер был приговорен к 12 месяцам условно. Остальные были приговорены к испытательному сроку.
Выйдя из здания суда, Асслин заявил, что подаст апелляцию в высший суд Франции — кассационный суд. Согласно правилам Французского суда, Асслин должен подчиниться тюремной системе, перед тем, как его дело передадут в кассационный суд.
В 1998 году апелляция Асслина была отклонена, и его приговор был увеличен до 10 месяцев лишения свободы с испытательным сроком 10 месяцев.

## Культурные аспекты
- Катастрофа рейса 296 Air France показана в 9 сезоне канадского документального телесериала Расследования авиакатастроф в серии Пилот или самолёт.
- Сюжет о катастрофе был показан на советском телевидении в программе «Время».